# TN 60 (核弾頭)
TN 60はフランスが開発した核弾頭。フランス海軍が運用していた潜水艦発射弾道ミサイル・M20向けであり、M20には単弾頭として搭載された。フランス初の熱核弾頭であり、核出力は1.2Mt。1968年から開発が進められ、ムルロア環礁などで核実験が行われた。1976年から生産が開始されている。M20ミサイルに搭載され、1977年から配備が開始されたが、同年には軽量化などの改良がなされたTN 61が開発されたために、それに更新され配備は短期間で終了した。なお、弾頭部はある程度の地中貫通能力を有し、対核戦力攻撃にも用いられると推測されていた。